# Ixora trimera
Ixora trimera är en måreväxtart som beskrevs av Michel Guédès. Ixora trimera ingår i släktet Ixora och familjen måreväxter. Inga underarter finns listade i Catalogue of Life.